# Mezipalubí

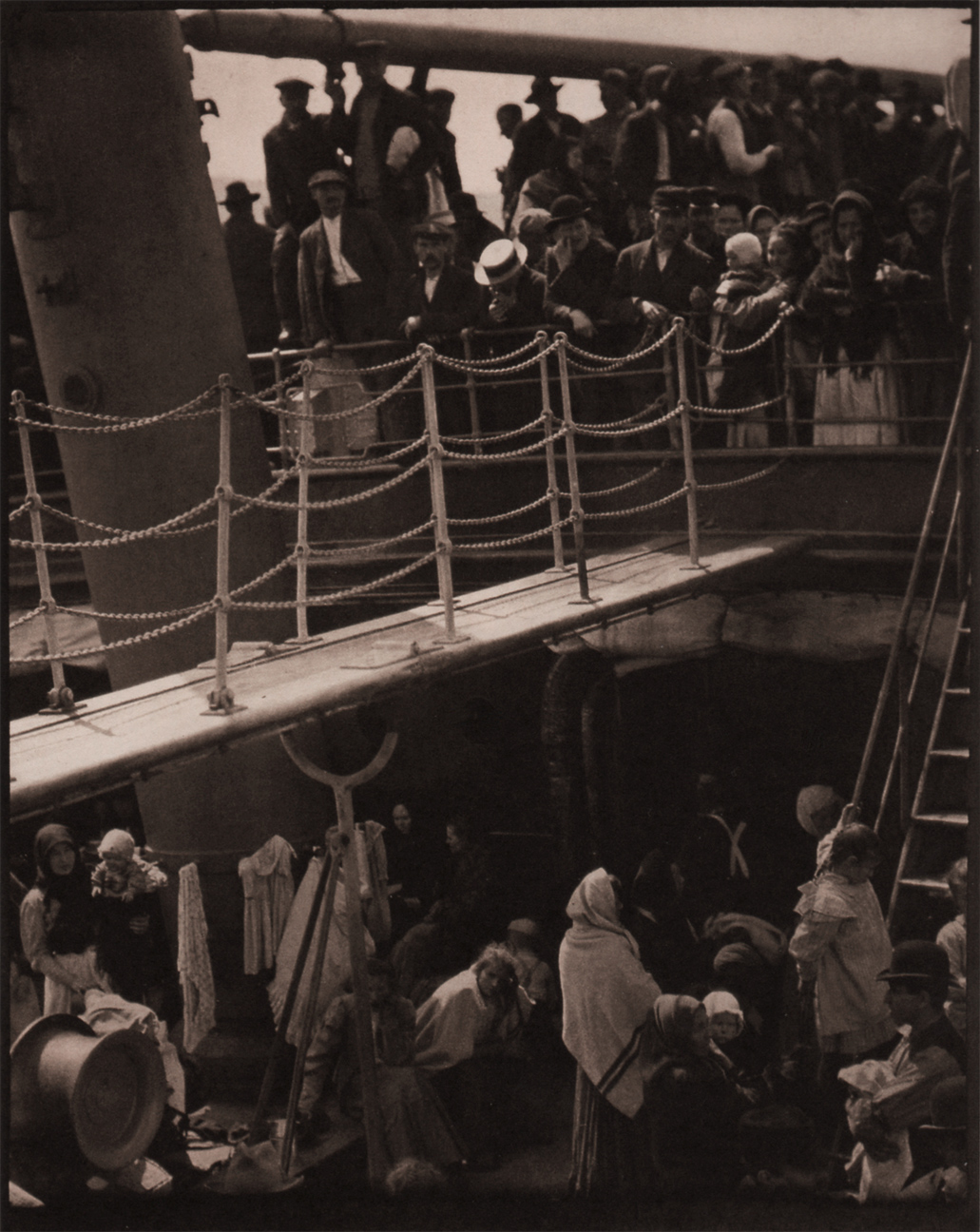
Alfred Stieglitz: Mezipalubí, 1907, tato verze byla vystavena v Galerii 291 roku 1915

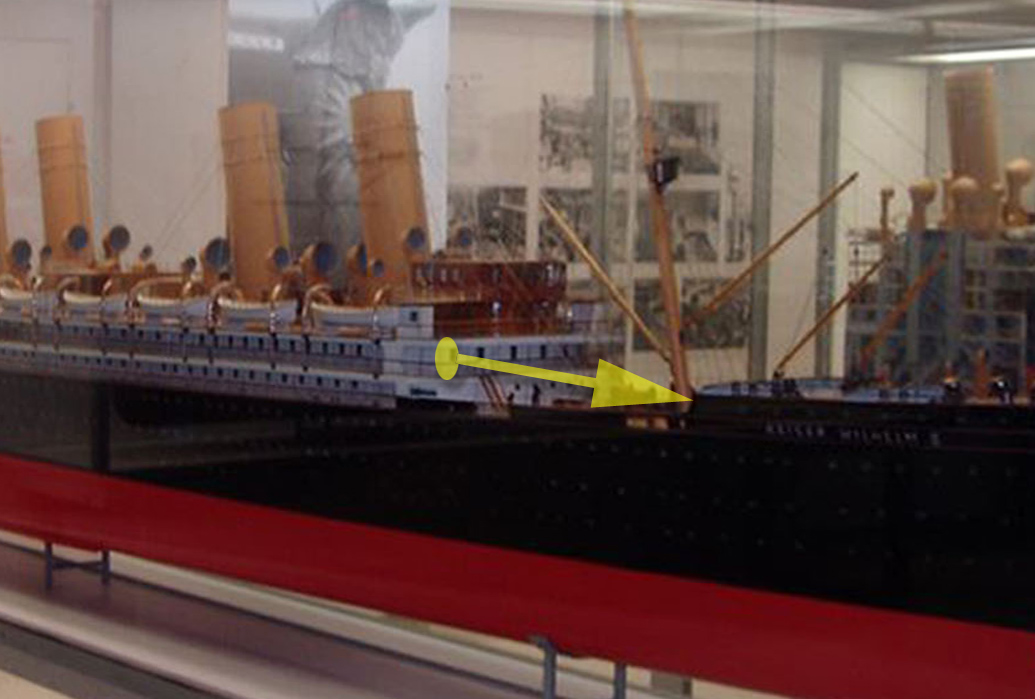
Pravděpodobné místo, kde Stieglitz snímek pořídil, model lodi Kaiser Wilhelm II v mnichovském Německém muzeu

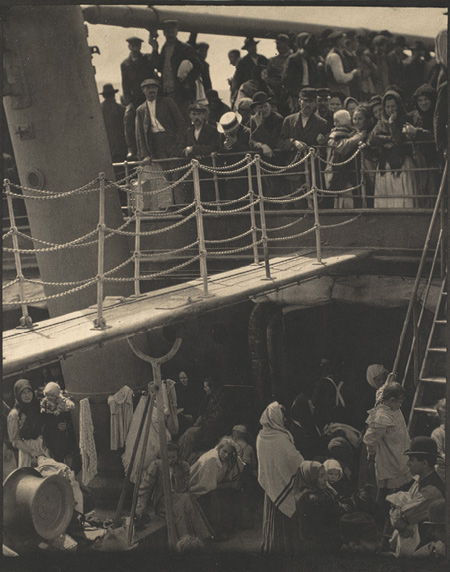
Světlejší verze fotografie

Mezipalubí (resp. Podpalubí, The Steerage) je název fotografie, kterou pořídil na lodi při plavbě do Evropy v roce 1907 americký fotograf Alfred Stieglitz. Jedná se o jednu z jeho nejvýznamnějších fotografií, ceněnou zároveň jako jednu z největších všech dob, protože zachycuje v jediném obrazu informativní dokument své doby a zároveň jednu z prvních prací uměleckého modernismu. Snímek je považován za jeden z prvních nového moderního směru tzv. přímé fotografie, tedy realistické fotografie bez jakékoliv manipulace nebo zkreslení. Poprvé byl publikován v magazínu Camera Work č. 3 v říjnu 1911.

## Popis
Snímek byl pořízen v létě 1907 na palubě lodi „Kaiser Wilhelm II“, vyplouvající z USA do Evropy, přesněji z New Yorku do německých Brém. Stieglitz se na ní plavil se svou rodinou. Scéna zachycuje řadu mužů a žen cestujících v nižších třídách parníku. Několik let poté, co Stieglitz fotografii pořídil, popsal co viděl:
| „                  | Na spodní palubě čtvrté třídy jsem uviděl muže, ženy, děti… Snažil jsem se uniknout ze svého prostředí a přidat se k těmto lidem. Okrouhlý slamák, komín směřující doleva, schody směřující doprava… bílé šle, zkřížené na zádech jednoho muže, okrouhlé tvary železných strojů… Viděl jsem před sebou obraz tvarů, který vyjadřoval můj niterný životní pocit. | “ |
| — Alfred Stieglitz | |   |

Scénu Stieglitz viděl jak je popsáno výše. Avšak v tu chvíli neměl s sebou svůj fotoaparát a tak pro něj rychle spěchal zpátky do své kabiny. V té chvíli používal ruční fotoaparát Auto-Graflex 4 × 5, který používal skleněné negativní desky. Stieglitz zjistil, že má připravenou pouze jednu skleněnou desku, rychle se vrátil na vyhlédnuté místo a vyfotografoval jediný snímek scény.
Neměl možnost desku vyvolat, než dorazil do Paříže skoro o týden později. Šel do společnosti Eastman Kodak v Paříži, aby využil jejich temnou komoru, ale nakonec mu byl doporučen jeden místní fotograf. Šel tedy k fotografovi domů a desku vyvolal tam. Jméno fotografa, který propůjčil své zařízení, není známé. Stieglitz ponechal vyvolaný pozitiv v jeho původní ochranném obalu, dokud se nevrátil do New Yorku o několik týdnů později.
O této scéně se hodně psalo jako o kulturním dokumentu důležitého období, kdy do Ameriky přijížděli mnozí přistěhovalci. Ve skutečnosti však byl snímek pořízen na cestovní lodi do Evropy, proto jej někteří kritici interpretovali jako záznam lidí, které neakceptovali američtí imigrační úředníci a byli nuceni se vrátit domů. Ačkoli někteří z cestujících vraceli zpátky, protože se jim nepodařilo splnit finanční a zdravotní požadavky pro vstup, je více pravděpodobné, že většina z nich byli různí řemeslníci, kteří pracovali díky vzkvétajícímu obchodu a stavebnímu průmyslu té doby. Pracovníkům vysoce kvalifikovaní v řemeslech, jako truhlářství, zpracování dřeva a mramoru, byla udílena dočasná dvouletá pracovní víza a když práce byla dokončena vraceli se do vlasti.

## První publikování
Stieglitz nejprve publikoval Mezipalubí v říjnovém čísle Camera Work roku 1911, které bylo věnováno jeho vlastním fotografiím. V následujícím roce se fotografie dostala na obálku newyorského týdeníku Saturday Evening Mail (20. dubna 1912).
Poprvé byl vystaven na Stieglitzově fotografické výstavě v Galerii 291 v roce 1913.
V roce 1915 Stieglitz věnoval této fotografii celé vydání časopisu 291 číslo 7-8. Text k fotografii obstarali experti Paul Haviland a Marius de Zayas.

## Reprodukce
V roce 2002 americká poštovní služba vydala reprodukci Mezipalubí na známce v rámci série Mistři americké fotografie (Masters of American Photography).